# Плотнікова Лариса Олександрівна
Лариса Олександрівна Плотнікова (12 квітня 1927, місто Дебальцеве, тепер Донецької області — ?) — українська радянська діячка, новатор виробництва, інженер-технолог Луганського заводу імені Пархоменка Луганської області. Депутат Верховної Ради УРСР 6-го скликання.

## Біографія
Народилася в родині робітника. У 1948 році закінчила Ворошиловградський машинобудівний технікум Ворошиловградської області.
У 1948—1951 роках — інженер-технолог відділу головного технолога Уральського турбомоторного заводу в місті Свердловську РРФСР.
З 1951 року — технік-технолог, інженер-технолог Ворошиловградського (Луганського) заводу імені Пархоменка Луганської області.
Потім — на пенсії у місті Луганську Луганської області.

## Нагороди
- ордени
- медалі